# Plectris dimorpha
Plectris dimorpha är en skalbaggsart som beskrevs av Frey 1976. Plectris dimorpha ingår i släktet Plectris och familjen Melolonthidae. Inga underarter finns listade i Catalogue of Life.